# Franklin and Eleanor Roosevelt Institute

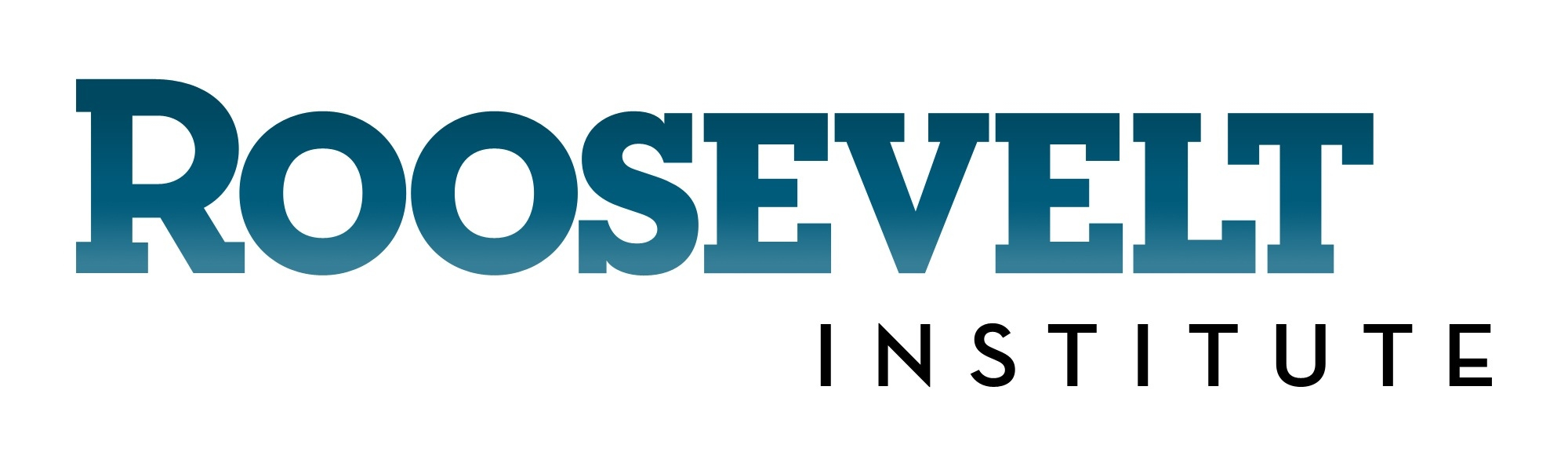
Logo

Het Franklin and Eleanor Roosevelt Institute (FERI), of kortweg Roosevelt Institute, is een Amerikaanse organisatie met het doel het gedachtegoed van voormalig president Franklin D. Roosevelt en zijn vrouw Eleanor Roosevelt te bewaren en uit te dragen. Het Roosevelt Institute steunt onder meer de Franklin D. Roosevelt Presidential Library and Museum en de Amerikaans/Nederlandse Four Freedoms Awards, vernoemd naar de Four Freedoms-toespraak van Roosevelt in 1941.
Het Roosevelt Institute is gevestigd in Hyde Park (New York), de geboorteplaats van Franklin D. Roosevelt. De organisatie werd opgezet in 1939, tijdens Roosevelts presidentschap, als de Franklin D. Roosevelt Foundation, met het doel de eerste presidentiële bibliotheek van de Verenigde Staten op te zetten. Deze bibliotheek, de Franklin D. Roosevelt Presidential Library and Museum, opende haar deuren in Hyde Park in 1940.
De Franklin D. Roosevelt Foundation fuseerde in 1982 met de in 1951 gevestigde Four Freedoms Foundation en werd de FDR Four Freedoms Foundation. Een tweede fusie volgde in 1987, ditmaal met het Eleanor Roosevelt Institute. Hierbij kreeg de organisatie de huidige naam Franklin and Eleanor Roosevelt Institute. In 2007 fuseerde de organisatie een derde keer, ditmaal met het Roosevelt Institution, een netwerk van denktanks voor Amerikaanse studenten dat bij deze fusie de nieuwe naam Roosevelt Institute Campus Network kreeg.

## Activiteiten
Het Franklin and Eleanor Roosevelt Institute organiseert onder meer conferenties en andere evenementen, educatieve programma's, onderzoek- en studiesubsidieprogramma's en stageprogramma's. De organisatie financierde de renovatie van de onderzoekszaal in de presidentiële bibliotheek en de publicatie van een reeks boeken over Roosevelt.
Het Roosevelt Institute financiert ook een aantal prijzen, waaronder:
- De Four Freedoms Awards (sinds 1982), een jaarlijkse prijs die om en om wordt uitgereikt in New York en Middelburg (Nederland).
- De Franklin D. Roosevelt International Disability Award (sinds 1995), een jaarlijkse prijs voor landen die zich inzetten voor het verbeteren van de rechten van gehandicapten en andere mindervaliden.
- De Arthur M. Schlesinger, Jr. Award in American History and Public Commentary (sinds 1998)
- De Theodore and Franklin D. Roosevelt Naval History Prize (sinds 1986)

Tevens subsidieert de organisatie het Roosevelt Study Center in Middelburg, dat in september 1986 werd geopend.